# Muzej grada Splita
Muzej grada Splita je kulturna institucija koja se od početka druge polovice 20. stoljeća nalazi u prostoru gotičko-renesansne palače Papalić. Muzejska zbirka redstavlja kulturnu povijest Splita od srednjeg vijeka do 20. stoljeća kulturno-povijesnom i umjetničkom građom koja prikazuje grad u razdoblju autonomne komune (13. – 14. st.), mletačke uprave (15. i 16. st.), te politički, ekonomski, socijalni, kulturno-umjetnički i urbanistički razvoj Splita u kronološkom slijedu.

## Povijest
Počeci muzejske djelatnosti u Splitu vežu se uz zbirku kamenih ulomaka koju je, u osvitu 16. stoljeća, Dmine Papalić zajedno s Markom Marulićem sakupio u porušenoj Saloni i dopremio u svoju palaču, te ugradio u njezino dvorište, gdje se danas nalazi Muzej grada Splita. Popisavši ugrađene spomenike, Marulić toj cjelini daje ime "Papalićeva zbirka".
Osnivanje Muzeja grada Splita vezano je uz Gradsku biblioteku (danas Sveučilišnu knjižnicu) utemeljenu 1911. godine. Statut Biblioteke odobrilo je općinsko vijeće 1915. godine, a u njegovu drugom članku se određuje: "s Gradskom bibliotekom spojen je i Gradski muzej kao posebni odsjek ali pod istom upravom". Bilioteka je bila smještena u palači Bernardi, u kojoj se 1925. godine osposobljavaju dvije sobe za Muzej grada.
Muzejsko odjeljenje odvaja se 1945. godine od Gradske biblioteke i osamostaljuje pod imenom "Muzej grada u osnutku", a 1946. godine otvara javnosti u šest soba palače Bernardi, da bi 1948. godine dobio ime Muzej grada Splita.
Godine 1950., u jednom dijelu Papalićeve palače, priređena je velika izložba posvećena 500. obljetnici rođenja Marka Marulića. Po završetku izložbe taj se prostor trajno ustupa Muzeju grada za njegov smještaj.
Palača obitelji Papalić, spomenik nulte kategorije, sagrađena u razdoblju gotike i renesanse, djelo je škole Jurja Dalmatinca. U tom se prostoru muzej otvorio javnosti 1952. godine djelomičnim stalnim postavom. Skučen u sustanarstvu, u spomeničkoj građevini u kojoj se odvijala povijest grada, Muzej djeluje do 1983. godine, kada započinje program generalne sanacije i proširenja. Obnovljen, Muzej se otvorio javnosti 22. listopada 1992. godine, prvi put s cjelovitim stalnim postavom cjelokupne povijesti grada.
Novi muzeološki program stalnoga postava, s otprilike 360 izložaka od ukupno 4600 predmeta, najsuvremenijim sredstvima predočuje model gradskog muzeja, te ima važnu funkciju u promociji kulturnog identiteta Splita. Muzejske zbirke profiliraju se od 1950. godine godišnjim otkupima i darovnicama. Muzej posjeduje i vrijedan arhiv, te značajan bibliotečni fond.

## Djelatnost
Javna ustanova za istraživanje, sakupljanje, čuvanje, stručnu zaštitu, znanstvenu obradu i prezentiranje kulturne baštine grada Splita. 

## Zbirke
- Zbirka grafika
- Zbirka muzikalija
- Fototeka, dijateka i diskoteka
- Zbirka keramike i porculana
- Zbirka rara
- Zbirka slika
- Zbirka tiskane građe
- Videoteka
- Zbirka igračaka
- Zbirka skulptura
- Zbirka plakata
- Zbirka namještaja
- Zbirka lapida
- Zbirka oružja
- Zbirka pečatnjaka
- Zbirka odlikovanja
- Zbirka stakla